# Света Варвара (Кавала)
„Света Варвара“ (на гръцки: Ιερός Ναός Αγίας Βαρβάρας) е православна църква в град Кавала, Егейска Македония, Гърция, част от Филипийската, Неаполска и Тасоска епархия на Вселенската патриаршия.

## Местоположение
Храмът е разположен в източната махала Пентакосия.

## История
Църквата е построена в 1923 година, когато Кавала все още е в Ксантийската епархия. Осветена е от първия филипийски митрополит Хрисостом. Разходите по изграждането на храма са поети от тютюневите търговци и другите богати жители на района, както и с дарения на многобройните бежанци от Мала Азия, заселени в района. Малоазийските бежанци даряват на храма много икони и църковна утвар, донесени от родните им места.

## Архитектура
В архитектурно отношение храмът е голяма трикорабна каменна кръстообразна базилика без купол с керемидено покритие. Във вътрешността има забележителен висок иконостас, изработен по цариградски модели. Стените са изписани във византийски стил. Към църквата работи и младежки център.